# Comuna Blaabjerg
Blaabjerg (Blaabjerg Kommune) a fost o comună din comitatul Ribe Amt, Danemarca, care a existat între anii 1970-2006. Comuna avea o suprafață totală de 254,39 km² și o populație de 6.509 de locuitori (în 2005), iar din 2007 teritoriul său face parte din comuna Varde.
1. ↑  Danske borgmestre 1970-2018 (PDF)